# Tyrrell 011
O 011 é o modelo utilizado da Tyrrell na temporada de 1981 a partir do GP da Alemanha, temporada completa de 1982 e em 1983 até o GP da Itália (Sullivan) de Fórmula 1. Condutores: Eddie Cheever, Michele Alboreto, Slim Borgudd, Brian Henton e Danny Sullivan. No GP do Leste dos Estados Unidos de 1983, Alboreto venceu e foi a última do time britânico na categoria.

## Resultados[1]
(legenda) (em itálico indica volta mais rápida)
| Ano  | Chassi | Motor                | N° | Pilotos          | 1     | 2   | 3     | 4     | 5     | 6    | 7     | 8     | 9     | 10    | 11    | 12    | 13    | 14   | 15    | 16  | Pontos   | Posição |  |
| ---- | ------ | -------------------- | -- | ---------------- | ----- | --- | ----- | ----- | ----- | ---- | ----- | ----- | ----- | ----- | ----- | ----- | ----- | ---- | ----- | --- | -------- | ------- |  |
|      |        |                      |    |                  |       |     |       |       |       |      |       |       |       |       |       |       |       |      |       |     |          |         |  |
|      |        |                      |    |                  | USW   | BRA | ARG   | SMR   | BEL   | MON  | ESP   | FRA   | GBR   | GER   | AUT   | NED   | ITA   | CAN  | LVS   |     |          |         |  |
| 1981 | 011    | Ford Cosworth DFV V8 | 3  | Eddie Cheever    |       |     |       |       |       |      |       |       |       | 5 A   | NQ G  | Ret G | Ret G | 12 G | Ret G |     | 21 (10)  | 10°     |  |
| 1981 | 011    | Ford Cosworth DFV V8 | 4  | Michele Alboreto |       |     |       |       |       |      |       |       |       |       |       | 9 A   | Ret A | 11 A | 13 A  |     | 21 (10)  | 10°     |  |
|      |        |                      |    |                  |       |     |       |       |       |      |       |       |       |       |       |       |       |      |       |     |          |         |  |
|      |        |                      |    |                  | RSA   | BRA | USW   | SMR   | BEL   | MON  | USE   | CAN   | NED   | GBR   | FRA   | GER   | AUT   | SUI  | ITA   | LVS |          |         |  |
| 1982 | 011    | Ford Cosworth DFV V8 | 3  | Michele Alboreto | 7 G   | 4 G | 4 G   | 3 G   | Ret G | 10 G | Ret G | Ret G | 7 G   | Ret G | 6 G   | 4 G   | Ret G | 7 G  | 5 G   | 1   | 25       | 6°      |  |
| 1982 | 011    | Ford Cosworth DFV V8 | 4  | Slim Borgudd     | 16 G  | 7 G | 10 G  |       |       |      |       |       |       |       |       |       |       |      |       |     | 25       | 6°      |  |
| 1982 | 011    | Ford Cosworth DFV V8 | 4  | Brian Henton     |       |     |       | Ret G | Ret G | 8 G  | 9 G   | NC G  | Ret G | 8 G   | 10 G  | 7 G   | Ret G | 11 G | Ret G | 8 G | 25       | 6°      |  |
|      |        |                      |    |                  |       |     |       |       |       |      |       |       |       |       |       |       |       |      |       |     |          |         |  |
|      |        |                      |    |                  | BRA   | USW | FRA   | SMR   | MON   | BEL  | USE   | CAN   | GBR   | ALE   | AUT   | NED   | ITA   | EUR  | RSA   |     |          |         |  |
| 1983 | 011    | Ford Cosworth DFY V8 | 3  | Michele Alboreto | Ret G | 9 G | 8 G   | Ret G | Ret G | 14 G | 1 G   | 8 G   | 13 G  | Ret G |       |       |       |      |       |     | 112 (12) | 7°      |  |
| 1983 | 011    | Ford Cosworth DFY V8 | 4  | Danny Sullivan   | 11 G  | 8 G | Ret G | Ret G | 5 G   | 12 G | Ret G | DSQ G | 14 G  | 12 G  | Ret G | Ret G | Ret G |      |       |     | 112 (12) | 7°      |  |

↑1  Cheever marcou 8 pontos com o Tyrrell 010
↑2  Alboreto marcou 1 ponto com o Tyrrell 012.